# Občina Dravograd
Občina Dravograd je ena od občin v Republiki Sloveniji s središčem v Dravogradu.

## Naselja v občini
Bukovje, Bukovska vas, Dobrova pri Dravogradu, Dravograd, Črneče, Črneška Gora, Gorče, Goriški Vrh, Kozji Vrh nad Dravogradom, Libeliče, Libeliška Gora, Ojstrica, Otiški Vrh, Podklanc, Selovec, Sveti Boštjan, Sveti Danijel, Sveti Duh, Šentjanž pri Dravogradu, Tolsti Vrh, Trbonje, Tribej, Velka, Vič, Vrata

## Geografija občine
Dravograd je sestavni del Pohorskega Podravja in leži na prometno zelo ugodnem predelu. Obsega Dravsko dolino od državne meje do Trbonj, Spodnjo Mislinjsko dolino od Jederti navzdol in spodnji del Mežiške doline. To so nižinski predeli, v višjem svetu pa pripada občini južni del Golice s Košenjakom, severovzhodni del Strojanskih hribov (Libeliška in Črneška gora), Selovec in severovzhod Pohorja. 
Širše območje občine sestavljajo paleozojski skrilavci, blestniki in njihovi diaforiti, kvarciti, gnajsi, filiti, amfiboliti, kvarcitni lojevčevi skrilvaci in peščenjaki. Apnenec je le na Otiškem vrhu. Prevladuje strm, vendar ne skalnat srednogorski svet, ki so ga tu doline Drave, Meže in Mislinje razčlenile v štiri skupine.
Med Mežo in Dravo je gozdnato področje Strojne (1.055 m), kjer sta Libeliška gora, pretežno iz filitrov, in Črneška gora, pretežno iz blestnikov in diaforitov. Med Dravsko in Spodno Mislinjsko dolino se dviga njeno vogalno sleme, kjer stoji cerkev sv. Križa (568 m). Med Mežo in Mislinjo so pretežno iz blestnikov zgrajena slemena Selovca (Grubarjev vrh 880 m). 
Med Mislinjo in Dravo je zahodni del Pohorja. Tu se razvodno najbolj zniža na Cvitarškem sedlu (617 m), medtem ko sežejo Kronska gora 856, Golarjev vrh 843 in kota pri cerkvi Sv. Danijela 866 m visoko. 
Med Dravogradom in Vrati se sleme povsem prilagaja prebojni dolini Drave. Ob njegovem severnem pobočju Bukovju ga dolina loči od avstrijskega Košenjaka, južnega dela Golice (2141 m). Z vrha Košenjaka se slemena razhajajo proti dolini Drave. Najvišje sleme poteka mimo cerkve sv. Urbana (1328 m) do Kozjega vrha (1383 m). 
Na obeh krajih Drave so pobočja položnejša v bolj skrilavih kameninah. Strma pobočja iz kvarcitno lojevčevih skrlavih tal so Bricov vrh (907 m) in Kozji vrh. Na nižjih legah prevladujejo rankerji, na višjih pobočjih blestnikih, na kisli gozdni rjavici tudi diaforiti. Nad Dravogradom, kjer poteka labotska prelomnica, je dolina Drave široka med 1,5 in 2 km; na Meži se združi z ne bistveno ožjo dolino spodnje Mislinje, v območju katere se nadaljuje ista prelomnica. Med Grubarjevim vrhom in Strojno se ozka in strma Mežiška dolina razširi šele pred izlivom Mislinje. Ob širokih delih doline ob Dravi so ohranjanje terase nekdanjega ledenika v Celovški kotlini. Ob Dravi so terase najbolj široke na desni strani na Libeliškem in Črneškem polju, na levi strani pa na Viškem polju.  

## Zgodovina občine

### Dravograjski svet od 6. do 11. stoletja
Konec 6. stoletja so prihajali Slovani koroškega naselitvenega toka iz celjske smeri v prometno zelo ugodno ležeči dravograjski svet. Poseljevanje je omogočala močna avarskoslovanska plemenska zveza. Slovani so naselitveni prostor jemali Bizantinskemu cesarstvu in Langobardom.
V drugi četrtini 7. stoletja so Slovani živeli v svobodni Samovi in Valukovi plemenski zvezi, v naslednjem stoletju pa v kneževini Karantaniji. Med pokristjanjevanjem Karantanije je reka Drava predstavljala cerkvenoupravno ločnico med salzburško nadškofijo in oglejskem patriarhatom. V drugi polovici 10. stoletja je Koroška bila vojvodina svetorimskega cesarstva. Dravska dolina je nato poznana šele v zvezi z začetno dobo šentpavelskega samostana, ustanovljenega 1091. Zahodne predele so takrat obvladovali plemiči Askvinski, vzhodne pa Spanheimi.

### 12. stoletje
Leta 1106 so v sporu za lokalno prevlado zmagali Spanheimi, ki so leta 1122 postali tudi koroški vojvode. Pod Bernardom Spanheimom so bili Askvini odrinjeni na vzhod do Vrat in Meže. Spanheimska zmaga je najbolj koristila Šentpavlu.
Med samostan in njegovo štajersko zemljo vzhodno od Vrat so se za Askvini vrinili spanheimski sorodniki Lebenaui in Trušenjski, ki so se polastili lokalne zemlje. Šentpavelski samostan s plemištvom ni imel strpnih odnosov.

### Razvoj občine od 1849 do 1918
Do marčne revolucije leta 1849 je imel Dravograd status trga, za njegovo okolico pa patrimonialna oblast zemljiškega gospoda. S sprejetjem oktroirane marčne ustave, v kateri so bile zapisane tudi pravice občin, spremenila pa se je tudi politična ureditev naselij, se je območje trga in okolice združilo v upravno ureditev občine.
Dravograd je po tedanji ureditvi spadal še pod vojvodino Koroško, pod okrajno glavarstvo v Velikovcu in v sodni okraj Št. Pavel v Labotski dolini. Dravograd je bil krajevna občina sestavljena iz osmih katastrskih občin, leta 1910 pa se je občina preuredila v dve in sicer občino Dravograd, ki je obsegala le trg, in občino Ojstrica.

### Lokalna samouprava med obema vojnama
Občinske ureditve so v Državi SHS ostale načeloma nespremenjene, edino kar se je za dravograjsko občino spremenilo je težišče občini nadrejenih struktur. Iz Celovca, Št. Vida in Velikovca se je za kratek čas premaknilo v Ljubljano, kasneje pa v Maribor. Do leta 1927, ko se oblikujejo oblastne skupščine in odbori, praktično več ni bilo deželne samouprave. Med leti 1922 in 1929 je bilo slovensko ozemlje znotraj Kraljevine SHS razdeljeno na ljubljansko in mariborsko oblast, v katero je spadal tudi Dravograd.
Občini Dravograd in Ojstrica sta se leta 1931 združili z razglasitvijo nove ustave. Pred združitvijo je Dravograd imel le 734 prebivalcev, Ojstrica pa 1333. Kasneje so se občini s komasacijo pridružile še občina Libeliče, ki je leta 1931 imela 963 prebivalcev, občina Otiški Vrh z 863 prebivalci iz sreza Slovenj Gradec in katastrska občina Dobrova iz občine Tolsti vrh. Dravograd je tudi postal središče sreza, ki je vključeval Črno na Koroškem, Prevalje, pa tudi Vuzenico in Ribnico na Pohorju. 

### Občinska ureditev po 2. svetovni vojni
Dravograd je po ureditvi iz leta 1946 spadal pod okraj Prevalje, ta pa je spadal pod okrožje Maribor, eno izmed petih slovenskih okrožij. Leto kasneje se je okrožja ukinilo, okraj pa je bil preurejen v okraj Dravograd s sedežem v Slovenj Gradcu. Ta se je leta 1950 preimenoval v okraj Slovenj Gradec.
Ozemlje današnje občine Dravograd se leta 1955 s sprejetjem Zakona o ureditvi občin in Zakona o pristojnosti občinskih in okrajnih ljudskih odborov ni spremenilo. Spadal je pod okraj Maribor, občini je do leta 1964 prebivalstvo naraslo na 7097, od leta 1952 se je povečalo le za 322 prebivalcev.
Občina Dravograd je imela leta 1963 po tedanji novi ustavi, ki je definirala občinske ustavne pravice ter krajevne skupnosti kot pravne osebe, 5 krajevnih skupnosti: Črneče Dravograd, Libeliče, Šentjanž in Trbonje.

### Občina Dravograd v samostojni Sloveniji
V samostojnost je občina Dravograd vkorakala z 8520 prebivalci, teritorialno pa se je ohranila nespremenjena iz časa socialistične Jugoslavije. V kontekstu celotne države spada med srednje velike občine, eno izmed dvanajstih koroških občin in samostojno upravno enoto.
Ker je bila lokalni samoupravi namenjena posebna pozornost v novi ustavi samostojne Republike Slovenije, se je leta 1994 razpisal referendum, ki je odločal o ustanovitvi ali združitvi več občin. Na voljo so bili trije modeli razdelitve:
-Model 164 občin z najmanj 5.000 prebivalci
-Model 239 občin z najmanj 3.000 prebivalci
-Model s 340 občinami
Za Dravograd sta bila prva dva modela skoraj brezpredmetna, saj ne bi uvedla kakršnih koli sprememb, v tretjem predlogu pa bi prišlo do odcepitve Šentjanža pri Dravogradu. Po rezultatih sodeč, so se prebivalci Šentjanža odločili za samostojno občino, a ta na koncu ni bila ustvarjena. V občini Dravograd tako ni prišlo do nobenih sprememb in je občina obdržalo isto teritorialno obliko do danes.

## Statistični podatki občine Dravograd

### Prebivalstvo med obema vojnama
V času Kraljevine SHS je bila občina Dravograd razdeljena na dve občini. Občina Dravograd, ki je obsegala le trg in občina Ojstrica, ki je obsegala večino slovenskega podeželja okoli Dravograda. Leta 1921 je imel Dravograd 691 prebivalcev, Ojstrica pa 1467 prebivalcev.
Leta 1931 je na državni ravni prišlo do komasacije občin, v kateri so se združile občine Dravograd, Ojstrica, Libeliče, Otiški vrh in katastrska občina Dobrova. Po novem je imela občina Dravograd 4145 prebivalcev.

### Prebivalstvo po drugi svetovni vojni
V primerjavi z letom 1931 je prebivalstvo zraslo za malo več kot dva tisoč ljudi. Po statistiki iz leta 1952 je bilo v občini 6775 prebivalcev.
V popisu prebivalstva, ki je bilo izvedeno leta 1981, je imela občina Dravograd stalnih prebivalcev 8028, skupaj z nestalnimi pa 8162. Od stalnih prebivalcev je bilo 3960 moških in 4068 žensk.

### Prebivalstvo v samostojni Sloveniji
V samostojnost je občina vkorakala z 8520 prebivalci, od tega 8507 stalnih. Med stalnimi prebivalci je bilo 4249 moških in 4258 žensk.
Sredi leta 2021 je imela občina 8850 prebivalcev, od tega 4460 moških in 4390 žensk. Stopnja delovne aktivnosti je znašala 64%, vrtce je obiskovalo 373 otrok, šole 790 učencev, različne srednje šole okoli 300 dijakov, tega leta pa je bilo v občini tudi 35 študentov in 8 diplomantov. Povprečna mesečna plača je bila 10% nižja od slovenskega povprečja, neto znesek plače pa je bil približno 9% nižji.